# Cephalosphen clavaticlunis
Cephalosphen clavaticlunis är en tvåvingeart som först beskrevs av Günther Enderlein 1922.  Cephalosphen clavaticlunis ingår i släktet Cephalosphen och familjen skridflugor. Inga underarter finns listade i Catalogue of Life.